# Дубровка (Ровненская область)
Дубровка (укр. Дубрівка, до 23.09.2008 — Дибровка [укр. Дібрівка]) — село в Привольненской сельской общине Дубенского района Ровненской области Украины.
Население по переписи 2001 года составляло 448 человек. Почтовый индекс — 35622. Телефонный код — 3656. Код КОАТУУ — 5621685603.